# Резонаторний корпус

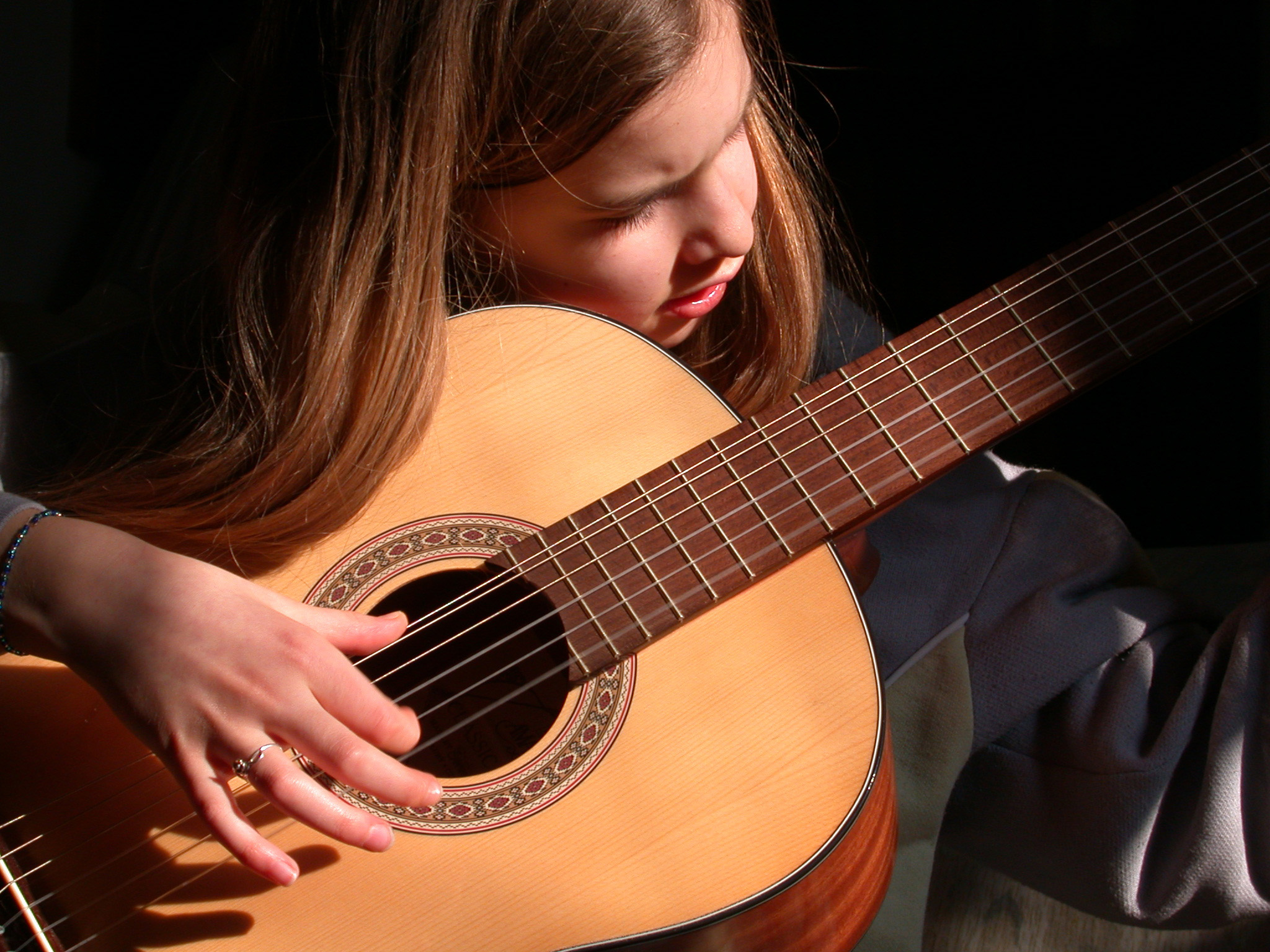
Звукова коробка класичної гітари

Резонаторний корпус або резонаторна коробка (іноді пишеться звукова коробка) — це відкрита камера в корпусі музичного інструменту, яка змінює звучання інструмента та допомагає передавати звук у навколишнє повітря. Об’єкти сильніше реагують на коливання на певних частотах, відомих як резонанси. Частота та сила резонансів корпусу музичного інструменту мають значний вплив на якість звуку, який він створює. Коливання повітря всередині камери має власні частоти, які взаємодіють з резонансами корпусу, змінюючи резонанси інструменту в цілому. Звукова коробка зазвичай додає резонанси на нижчих частотах, покращуючи низькочастотну характеристику інструмента.

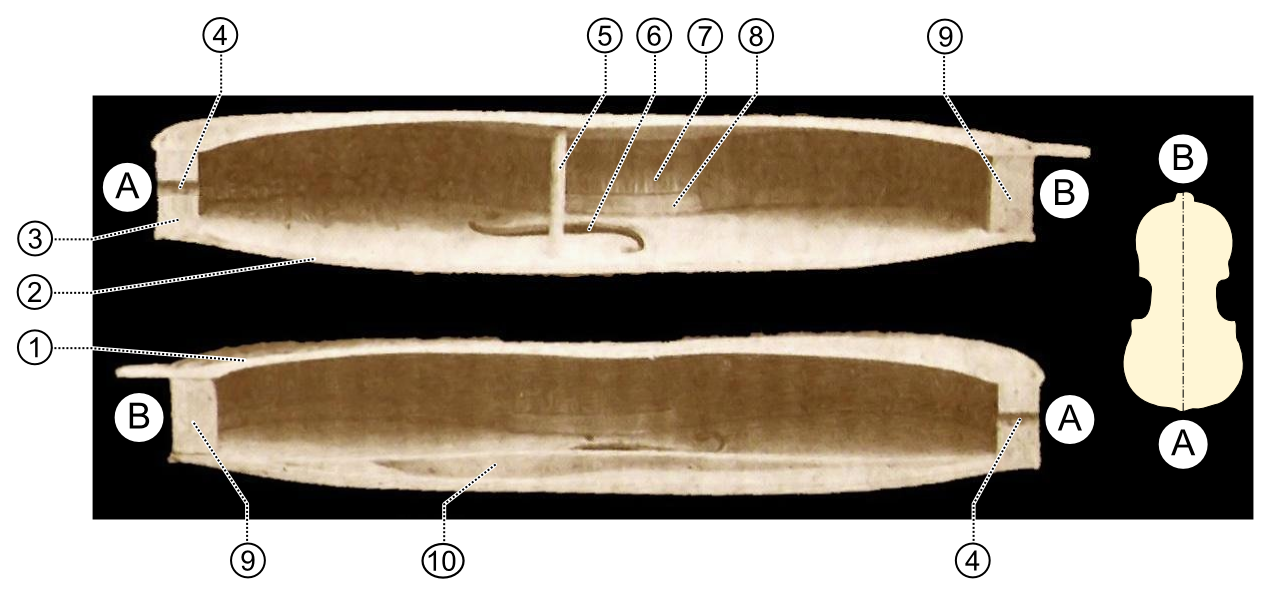
Корпус скрипки у поздовжньому розрізі